# Melchiorre Crescenzi
Melchiorre Crescenzi (1568 – 1612) è stato un mecenate italiano.

## Biografia
Appartenente all'illustre famiglia di cavalieri romani, negli anni '90 studia a Perugia; è legatissimo, sin dall'età scolare, a Gasparo Salviani (con la famiglia del quale i Crescenzi hanno un rapporto clientelare, versando alla madre del Salviani un vitalizio), col quale condivide una grande passione per l'arte e la letteratura.
Intorno al 1590 il Salviani s'incarica di procurare all'amico un ritratto di Laura Maccarani, una delle più belle donne di Roma, della quale il Crescenzi s'è innamorato, nonostante sia sposata.
Nello stesso anno sia il Crescenzi sia il Salviani conoscono il carcere.
Nel 1597, compiuti gli studi, diviene chierico di camera. Nel 1607 vende l'ufficio di chierico per debiti; e nello stesso anno, a Venezia, dà scandalo perché si mostra pubblicamente in abito secolare e perché frequenta «molto strettamente» Paolo Sarpi.
Nel 1601 accoglie nel Palazzo Serlupi Crescenzi Giovan Battista Marino, che gli dedicherà la prima parte delle Rime (1602); una lettera del Marino datata 28 ottobre dello stesso 1601 parla di rapporti già molto stretti.
È morto da anni quando il Marino rientra a Roma da Parigi nel 1623, ed è suo fratello Crescenzio ad accogliere il poeta a palazzo Crescenzi.
| Controllo di autorità | SBN RMLV232326 |